# Anders Fialla
Anders Gade Fialla (født 3. oktober 1975 i Esbjerg) er en forhenværende cykelrytter fra Danmark. Han er i dag selvstændig optiker i Otterup, og ejer af cykelholdet Team Nyt Syn by Fialla.